# Đồng Loan
Đồng Loan là một xã thuộc huyện Hạ Lang, tỉnh Cao Bằng, Việt Nam.

## Địa lý
Xã Đồng Loan nằm ở phía đông bắc huyện Hạ Lang, có vị trí địa lý:
- Phía đông giáp xã Lý Quốc
- Phía tây giáp xã Thắng Lợi
- Phía nam giáp Trung Quốc và xã Quang Long
- Phía bắc giáp xã Minh Long.

Xã Đồng Loan có diện tích 27,40 km², dân số năm 2019 là 1.238 người, mật độ dân số đạt 45 người/km².
Trên địa bàn xã có một số ngọn núi như Bò Phie, Phia Chao, En Nưa, Pài Lầu, Phia Đeng, Thầu Nưa. Tuyến tỉnh lộ 207 chạy qua địa bàn xã theo hướng đông - tây.

## Lịch sử
Ngày 10 tháng 6 năm 1981, Hội đồng Chính phủ ban hành Quyết định 245-CP về việc thành lập xã Đồng Loan trên cơ sở:
- Sáp nhập 6 xóm: Lũng Nặm, Lũng Sún, Lũng Phục, Lũng Bụa, Lũng Cúng, Lũng Mán tách từ xã Lý Quốc
- Sáp nhập 2 xóm: Bản Nha, Luộc Phiong tách từ xã Minh Long
- Sáp nhập 6 xóm: Khau Ra, Bản Sáng, Bản Len, Bản Lũng, Bản Miao, Bản Thuộc tách từ xã Thắng Lợi.

Ngày 1 tháng 9 năm 1981, xã Đồng Loan được chuyển từ huyện Trùng Khánh về huyện Hạ Lang vừa tái lập.
Đến băm 2019, xã Đồng Loan được chia thành 9 xóm: Bản Nha, Búa - Cúng - Mán, Lũng Nặm, Rúm - Phục, Bản Lung, Bản Lẹn, Bản Thuộc, Bản Miào, Bản Sáng.
Ngày 9 tháng 9 năm 2019, Hội đồng Nhân dân tỉnh Cao Bằng ban hành Nghị quyết số 27/NQ-HĐND về việc:
- Sáp nhập hai xóm Bản Miào và Bản Nha thành xóm Đồng Thuận
- Sáp nhập hai xóm Bản Lung và Rúm - Phục thành xóm Đồng Tâm
- Sáp nhập hai xóm Bản Lẹn và Bản Sáng thành xóm Đồng Tiến
- Sáp nhập hai xóm Búa - Cúng - Mán và Lũng Nặm thành xóm Đồng Biên.

## Hành chính
Xã Đồng Loan được chia thành 5 xóm: Bản Thuộc, Đồng Biên, Đồng Tâm, Đồng Thuận, Đồng Tiến.